# Nico Di Palo
Domenico Di Palo (Genova, 4 dicembre 1947) è un chitarrista, cantante e compositore italiano, storico componente del gruppo musicale rock progressivo New Trolls.
Di estrazione hard rock, genere musicale che ha sempre privilegiato, ha in seguito toccato generi diversi. La sua particolare voce è dotata di una notevole estensione verso i toni alti. In seguito a un grave incidente stradale avvenuto agli inizi del 1998, è passato a suonare la tastiera nella formazione de Il Mito New Trolls e, da novembre 2006 al 2017, ne La Leggenda New Trolls.

## Biografia

### L'incidente
Il 15 gennaio 1998 Di Palo è stato protagonista di un grave incidente automobilistico che lo ha portato al coma: mentre stava viaggiando da Genova a Roma, nei pressi di Arezzo la sua auto si è imbattuta in un carico di granoturco caduto da un autocarro che aveva perso il controllo nella corsia opposta. Il musicista è uscito successivamente dal coma il 28 febbraio e, in seguito al grave trauma cranico, ha riportato danni alla memoria a breve termine e un'emiparesi sinistra che lo debilita fortemente nei movimenti e nel modo di parlare.

### Il ritorno
Il suo ritorno sulle scene avviene poco tempo dopo, quando Di Palo, in seguito allo scioglimento del gruppo ufficiale dei New Trolls, si aggrega a Il Mito New Trolls. Non potendo più suonare la chitarra, diventa il secondo tastierista del gruppo, soluzione che gli permette di tornare a esibirsi con la sua band in attesa di un eventuale recupero.
Nel 2006 Di Palo torna a suonare insieme a Vittorio De Scalzi, con il quale pubblicherà il disco Concerto grosso: The Seven Seasons utilizzando il nome New Trolls. In seguito a una sentenza che vieta l'utilizzo del nome originale della band, tale formazione deciderà di utilizzare il nome La Leggenda New Trolls.
Nel 2018 pubblica con De Scalzi l'album Due di noi.

## Discografia

### Con i New Trolls
- 1968 – Senza orario senza bandiera
- 1971 – Concerto grosso per i New Trolls
- 1972 – Searching for a Land
- 1972 – UT
- 1976 – Concerto grosso n. 2
- 1978 – Aldebaran
- 1979 – New Trolls
- 1981 – FS
- 1983 – America O.K.
- 1988 – Amici
- 1992 – Quelli come noi
- 1996 – Il sale dei New Trolls

### Con gli Ibis
- 1973 – Canti d'innocenza canti d'esperienza
- 1974 – Sun supreme
- 1975 – Ibis

### Con La Leggenda New Trolls
- 2007 – Concerto grosso: The Seven Seasons
- 2013 – Concerto grosso n° 3
- 2015 – Prog and Pop